# Bill Bryson
William  McGuire "Bill" Bryson (Des Moines, Iowa; 8 de diciembre de 1951) es un escritor estadounidense, autor de diversos libros sobre viajes, sobre la lengua inglesa y de divulgación científica. Ha vivido la mayor parte de su vida adulta en el Reino Unido. Actualmente reside en North Yorkshire, Inglaterra.

## Biografía
Bryson nació en Des Moines, Iowa, y fue educado en la Universidad de Drake (Drake University), pero dejó los estudios en 1972 al decidir irse a viajar por Europa durante cuatro meses. Volvió a Europa el año siguiente con un amigo suyo del instituto, Stephen Katz (se sabe que este nombre no es el real). Algunas experiencias de este viaje las narra en forma retrospectiva en el libro Neither Here Nor There: Travels in Europe, que también incluye un viaje similar, realizado por Bryson veinte años después.
A mediados de los años setenta, Bryson comenzó a trabajar en un hospital psiquiátrico en Virginia Water, en Surrey (Inglaterra), donde conoció y se casó con Cynthia, una enfermera inglesa. Juntos volvieron a Estados Unidos para que Bryson pudiera terminar su carrera. En 1977 volvieron a Inglaterra, donde se establecieron hasta 1995. Vivieron esa época en North Yorkshire y Bryson trabajó como periodista, faceta en la cual llegó a ser el redactor jefe de la sección de negocios del periódico The Times, y luego subdirector de noticias nacionales de la misma sección, pero esta vez perteneciente al periódico The Independent. Dejó el periodismo en 1987, tres años después del nacimiento de su tercer hijo.
En 1995, Bryson volvió a vivir a Hanover, Nuevo Hampshire (Estados Unidos); sin embargo, en 2003, los Bryson y sus cuatro hijos volvieron a Inglaterra, y para el año 2006 vivían cerca de Wymondham, en Norfolk. También en 2003, en coincidencia con el día mundial del libro, los votantes británicos escogieron su libro Notes from a Small Island como el que mejor resume la identidad y el estado de la nación británica. En ese mismo año Bryson fue nombrado comisario para el patrimonio inglés (English Heritage).
En 2004, Bryson ganó el prestigioso Premio Aventis por el mejor libro de ciencia general por A Short History of Nearly Everything (Una breve historia de casi todo). Este conciso y popular libro explora no sólo la historia y el estatus actual de la ciencia, sino que también revela sus humildes y en ocasiones divertidos comienzos. Un científico importante describió humorísticamente el libro como “molestamente libre de errores”, ya que fue elaborado con sus alumnos de bachillerato en su matutina clase de filosofía.
Bryson afirmó ser un hombre en busca de la verdad, lo que le motivó a escribir este libro.
Bryson también ha escrito dos trabajos sobre la historia de la lengua inglesa: Mother Tongue y Made in America, y, en 2006, una actualización de su diccionario Bryson’s Dictionary of Troublesome Words (publicado en su primera edición como The Penguin Dictionary of Troublesome Words en 1983). Estos libros fueron aplaudidos por público y crítica, aunque también recibieron críticas por parte de algunos académicos, que consideraban que dichos libros contenían errores fácticos, mitos urbanos, y etimologías populares. Aunque Bryson no tiene cualificaciones lingüísticas, es generalmente considerado un buen escritor en este campo. También estuvo al borde de la muerte en 2005 por una disfunción renal que le causó graves lesiones en el recto, en ese tiempo ingresado en el hospital de Durham, consiguió escribir su cuarto libro sobre ciencia: "Let Me Take You To the Plasma".
Bryson fue canciller de la Universidad de Durham (Durham University) entre 2005 y 2012, sucediendo a Sir Peter Ustinov. Bryson había alabado a Durham como “una perfecta ciudad pequeña” en Notes from a Small Island. Bryson también ha sido galardonado con títulos honorarios por parte de numerosas universidades. 
En 2006, Bryson corrió (como parte de un equipo de celebridades) en el maratón Tresco, el equivalente en Sicilia, Italia, del maratón de Londres, y publicó una memoria sobre su infancia en la década de los cincuenta en Estados Unidos, titulado The Life and Times of the Thunderbolt Kid. Stephen Katz vuelve a figurar en el libro, y de él se dice que es católico, no judío como muchos asumieron desde que apareció en A Walk in the Woods.

### Libros de viajes
- The Palace Under the Alps and Over 200 Other Unusual, Unspoiled, and Infrequently Visited Spots in 16 European Countries (1985)
- The Lost Continent: Travels in Small-Town America (1989)
- Neither Here Nor There: Travels in Europe (1991)
- Notes from a Small Island (1995)
- Un paseo por el bosque (1998), Barcelona: RBA (2014),[2] ISBN 978-84-9056-388-5
- Notes from a Big Country (UK) (1998?) / I'm a Stranger Here Myself (1999)
- Down Under (UK) / In a Sunburned Country (2000) / En las antípodas, finalista para el Premio Thurber
- Bill Bryson's African Diary (2002)
- Walk About (2002)

### Libros sobre la lengua inglesa
- The Penguin Dictionary of Troublesome Words (1984)
- The Mother Tongue: English and How it Got That Way (1990)
- Made in America: An Informal History of the English Language in the United States (1994)
- Bryson's Dictionary of Troublesome Words (2002)
- Journeys in English (2004)
- Bryson's Dictionary for Writers and Editors (2008)

### Libros sobre ciencia
- Una breve historia de casi todo (2003)
- Una muy breve historia de casi todo (2008) (edición para niños del libro de 2003)
- On the Shoulders of Giants (editor - 2009)
- El cuerpo humano (2019)

### Libros sobre historia
- En casa: Una breve historia de la vida privada (2010)
- 1927: Un verano que cambió el mundo (2015)

### Memorias
- The Life and Times of the Thunderbolt Kid (2006)

### Biografías
- Shakespeare: The World as Stage (2007)